# EA Sports
EA Sports är namnet som Electronic Arts använder sig av sedan 1993 för att distribuera sportbaserade spel. Exempel på spelserier utvecklat av EA Sports är bland annat FIFA-, NHL-, och Tiger Woods PGA Tour-spelen.

## Serier och spel

### Nuvarande
| Serie                    | Aktiva år | Sport              | Senaste spel                       |
| ------------------------ | --------- | ------------------ | ---------------------------------- |
| Madden NFL               | 1988–     | Amerikansk fotboll | Madden NFL 25 (2024)               |
| NHL                      | 1991–     | Hockey             | NHL 25 (2024)                      |
| NBA Live                 | 1993-     | Basketboll         | NBA Live 19 (2018)                 |
| UFC                      | 2014-     | Mixed martial arts | EA Sports UFC 5 (2023)             |
| PGA Tour                 | 1990–     | Golf               | EA sports PGA Tour (2023)          |
| F1                       | 2000–     | Formel 1           | F1 24 (2024)                       |
| EA Sports FC             | 2023–     | Fotboll            | EA sports FC 25 (2024)             |
| EA Sports Collegefotboll | 2024–     | Collegefotboll     | EA Sports Collegefotboll 25 (2024) |

### Tidigare
| Serie             | Aktiva år | Sport              |
| ----------------- | --------- | ------------------ |
| FIFA              | 1993–2022 | Fotboll            |
| NCAA Football     | 1993–2013 | Collegefotboll     |
| Rugby             | 1995–2008 | Rugby              |
| FIFA Manager      | 1996–2013 | Fotboll            |
| Cricket           | 1996–2007 | Cricket            |
| MVP Baseball      | 1997–2007 | Baseboll           |
| NASCAR            | 1997–2010 | Racing             |
| NCAA Basketball   | 1998–2010 | Basketboll         |
| Fight Night       | 1998–2011 | Boxning            |
| SSX               | 2000–2012 | Extremsport        |
| AFL               | 1998–1999 | Australisk fotboll |
| Arena Football    | 2006–2007 | Arena football     |
| Grand Slam Tennis | 2009–2012 | Tennis             |
| EA Sports Active  | 2009–2010 | Träning            |